# Fred Mahr
Fred Mahr (* 20. Mai 1907 in Zürich; † 12. März 1980 in Kleinmachnow) war ein Schweizer Schauspieler und Regisseur, der sowohl Film- als auch Bühnenaufgaben übernahm.

## Leben
Mahr studierte zunächst Wirtschaftswissenschaften und nahm von 1929 bis 1931 Schauspielunterricht bei Käte Nevill-Schweikart in München, wo er auch sein Schauspieldebüt feierte. Über Stationen an Bühnen in Fürth und Chemnitz gelangte er Anfang der 1950er Jahre nach Berlin. Er spielte von 1953 bis 1956 am Deutschen Theater und wechselte später zum Fernsehen der DDR, wo er als Ensemblemitglied in diversen Filmproduktionen sowohl hinter als auch vor der Kamera agierte. Beispielsweise in Inszenierungen des Fernsehtheaters Moritzburg wie Signal auf Rot (1968) von Otto Gotsche, Ungewöhnlicher Ausflug (1969) von Hans-Albert Pederzani,  Ein Florentinerhut (1972) von Eugène Labiche und Pension Schöller (1977) von Carl Laufs. Neben seiner Regietätigkeit für den Deutschen Fernsehfunk (DFF) inszenierte Mahr auch diverse Stücke in Parchim und am Zimmertheater Kleinmachnow.
Bekanntheit erlangte er vor allem durch seine Mitwirkung in einigen DEFA-Produktionen, wie 1958 in Die Premiere fällt aus oder 1961 in Auf der Sonnenseite.

## Filmografie (Auswahl)
- 1948: Grube Morgenrot
- 1955: Die Reise nach Berlin (TV)
- 1955: Robert Mayer – Der Arzt aus Heilbronn
- 1956: Das tapfere Schneiderlein
- 1957: Onkelchens Traum oder Eine seltsame Verlobung (TV)
- 1958: Der böse Geist Lumpazivagabundus (TV)
- 1958: Die Premiere fällt aus
- 1960: Leute mit Flügeln
- 1962: Auf der Sonnenseite
- 1962: Freispruch mangels Beweises
- 1963: Daniel und der Weltmeister
- 1964: Doppelt oder nichts (TV-Zweiteiler)
- 1965: Schlafwagen Paris–München (Fernsehfilm)
- 1966: Ende der Anfrage (TV)
- 1968: Der Staatsanwalt hat das Wort: Störende Geräusche (TV-Reihe)
- 1968: Der Staatsanwalt hat das Wort: Das Wochenendhaus (TV-Reihe)
- 1969: Damenwahl (Fernsehtheater Moritzburg)
- 1969: Seine Hoheit – Genosse Prinz
- 1969: Befreiung
- 1970: Im Spannungsfeld
- 1972: Trotz alledem!
- 1972: Die Bilder des Zeugen Schattmann (TV-Vierteiler)
- 1973: Stülpner-Legende (TV)
- 1973: Polizeiruf 110: Gesichter im Zwielicht (TV-Reihe)
- 1973: Rotfuchs (Fernsehfilm)
- 1973: Letzte Nachrichten (Fernsehtheater Moritzburg)
- 1974: Polizeiruf 110: Das Inserat (TV-Reihe)
- 1974: Polizeiruf 110: Der Tod des Professors (TV-Reihe)
- 1975: Polizeiruf 110: Die Rechnung geht nicht auf (TV-Reihe)
- 1975: Fischzüge (Fernsehfilm)
- 1976: Beethoven – Tage aus einem Leben
- 1976: Ein altes Modell (TV)
- 1976: Das Mädchen Krümel (TV)
- 1976: Spätpodium: Interview mit Theodor [Fontane] (Fernsehtheater Moritzburg)
- 1977: Pension Schöller
- 1977: Polizeiruf 110: Kollision (TV-Reihe)
- 1977: Viechereien (TV)
- 1978: Polizeiruf 110: Holzwege (TV-Reihe)
- 1978: Oh, diese Tante (TV)
- 1979: Nachtspiele
- 1979: Herbstzeit (TV)
- 1980: Alma schafft alle (TV)
- 1980: Unser Mann ist König (TV-Serie)

## Theater (Regie)
- 1952: Valentina Ljubimowa: Schneeball – (Städtische Theater Chemnitz)
- 1954: Gotthold Ephraim Lessing: Die alte Jungfer – (Deutsches Theater Berlin)
- 1966: Konstantin Simonow: Geschichte einer Liebe – Regie mit Irene Korb (Zimmertheater Kleinmachnow)

## Theater (Darsteller)
- 1955: Johann Nestroy: Theaterg’schichten (Sebastian Stößl) – Regie: Emil Stöhr (Deutsches Theater Berlin)
- 1961: Pavel Kohout: Die dritte Schwester – Regie: Karl Paryla (Deutsches Theater Berlin – Kammerspiele)

## Hörspiele
- 1956: Béla Balázs: Wolfgang Amadeus Mozart – Regie: Joachim Witte (Hörspiel – Rundfunk der DDR)
- 1961: Ludovit Fil'an: Und es werde Licht … (Direktor) – Regie: Hans Knötzsch (Hörspiel (2. Preis im internationalen Hörspielwettbewerb) – Rundfunk der DDR)
- 1963: Gerhard Jäckel: Die Wahnmörderin – Regie: Wolfgang Brunecker (Hörspiel – Rundfunk der DDR)
- 1965: Henryk Keisch: Der Sachverständige (Professor Abbe) – Regie: Peter Groeger (Hörspiel – Rundfunk der DDR)
- 1968: Gerhard Rentzsch: Am Brunnen vor dem Tore (Wachtmeister) – Regie: Hans Knötzsch (Hörspiel – Rundfunk der DDR)
- 1971: Rudi Strahl: In Sachen Adam und Eva – Regie: Peter Groeger (Hörspiel – Rundfunk der DDR)